# Meilleures joueuses des 10 ans de la WNBA

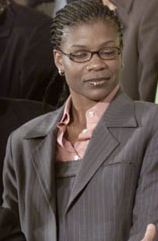
Sheryl Swoopes le 14 mai 2001

La Women's National Basketball Association All-Decade Team a été désignée en 2006 à l'occasion du 10e anniversaire de la WNBA parmi trente nommées composées par les votes de la ligue, des fans, des médias, des entraîneurs et des joueuses. L'équipe comprend les dix joueuses les plus talentueuses et les plus influentes de la décennie en WNBA, prenant en compte les qualités d'éthique, de services à la communauté, de leadership et ayant contribué au développement du basket-ball féminin. Seules les joueuses ayant joué dans la ligue sont éligibles, mais les performances réalisées dans d'autres compétitions sont pris en compte.
Neuf des dix joueuses sélectionnées ont remporté une médaille d'or aux Jeux olympiques et huit ont remporté un titre en WNBA. Trois d'entre elles, Cynthia Cooper, Sheryl Swoopes et Tina Thompson, ont remporté quatre titres consécutifs avec les Comets de Houston. Sur les dix joueuses honorées, seule Cooper, qui s'est retirée en 2000 pour devenir entraîneur des Mercury de Phoenix, mais ayant rejoué quatre matchs en 2003 avant de mettre un terme définitif à sa carrière, n'était plus en activité. Swoopes, Thompson et Lisa Leslie des Sparks de Los Angeles sont les trois seules joueuses à avoir été draftées en 1997 et à avoir disputé les dix saisons de WNBA.

## Joueuses sélectionnées

### Mention honorable
- Le premier WNBA All-Star Game a eu lieu lors de la saison 1999, et le match s'est déroulé chaque année depuis, bien que l'édition 2004 a été remplacée par une confrontation entre des joueuses WNBA de chaque Conférence et l'équipe américaine qui disputa les Jeux olympiques 2004.
- En raison des Jeux olympiques 2008, il n'y a pas eu de All-star game.
- Les joueuses élues pour être titulaire lors des All-star Games, mais ne jouèrent pas pour cause de blessures, sont tout de même considérées comme titulaires; les joueuses qui les remplacèrent sont donc considérées comme remplaçantes.

## Autres finalistes
| - Janeth Arcain - Swin Cash - Tamecka Dixon - Jennifer Gillom1 - Becky Hammon | - Shannon Johnson - Vickie Johnson - Rebecca Lobo1 - Mwadi Mabika - Taj McWilliams-Franklin | - DeLisha Milton-Jones - Deanna Nolan - Nykesha Sales - Andrea Stinson - Natalie Williams1 |

1 N'est plus en activité au moment de l'annonce de la All-Decade Team.